# Edouard Fesinger
Edouard Fesinger was een Belgisch schutter.

## Levensloop
Fesinger nam deel aan de Olympische Zomerspelen van 1920 te Antwerpen, alwaar hij samen met Albert Bosquet, Joseph Cogels, Émile Dupont, Henri Quersin en Louis Van Tilt een zilveren medaille behaalde in het onderdeel 'kleiduifschieten in team'.